# Alfonsa von der Unbefleckten Empfängnis

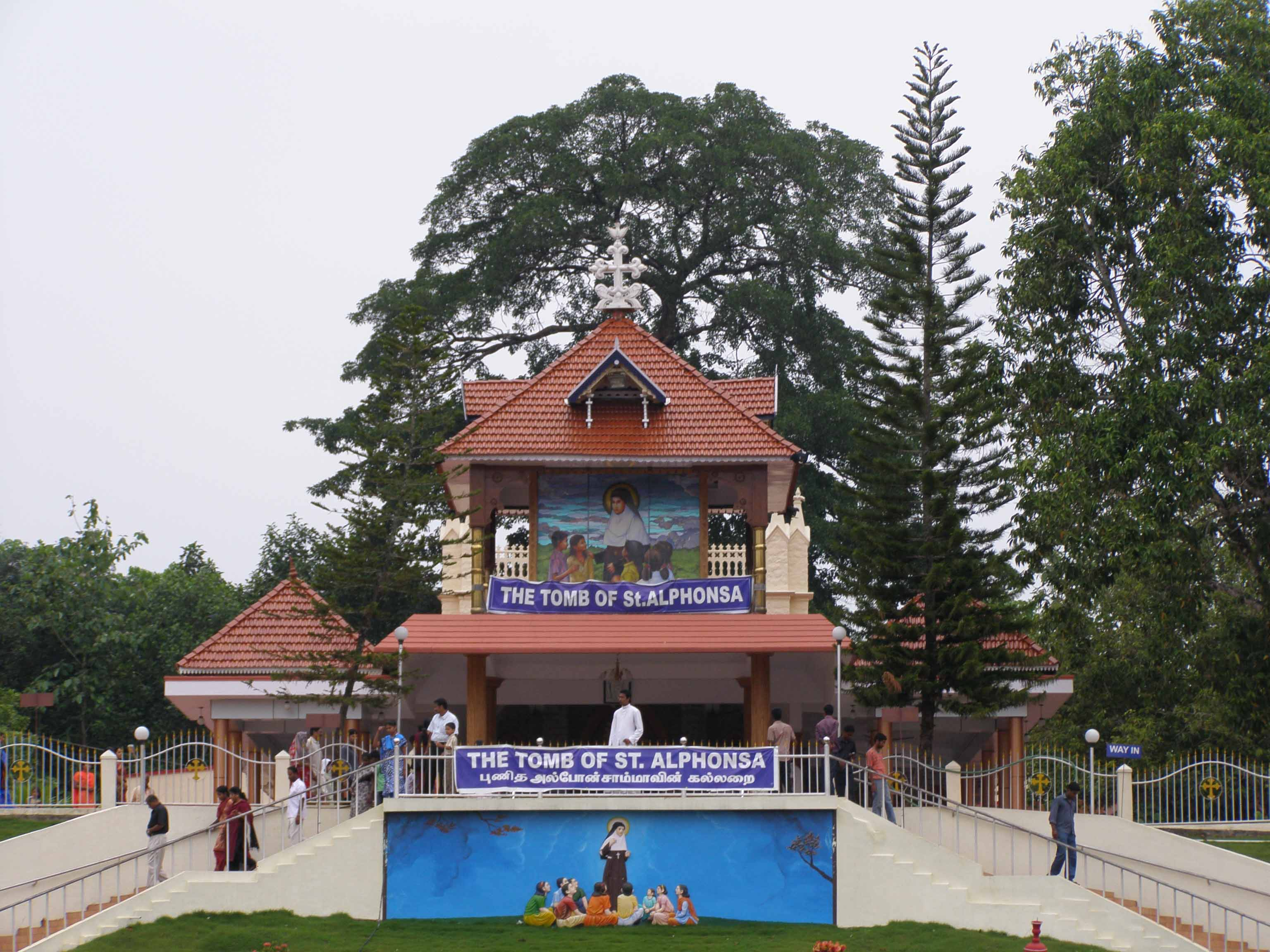
Grabstätte der heiligen Alfonsa in Bharananganam

Alfonsa von der Unbefleckten Empfängnis OSCl (Ordensname, bürgerlich Anna Muttathupadathu oder Anna Muttathupandathu) (* 19. August 1910 in Kudamaloor, Kerala; † 28. Juli 1946 in Bharananganam, Kerala) war eine indische römisch-katholische Ordensschwester, die seit 1927 dem Klarissenorden angehörte.

## Leben
Sie hatte vier ältere Geschwister; ihre Familie war christlich und aktiv am Leben der syro-malabarischen Pfarrei beteiligt. Anna verlor ihre Mutter bald nach ihrer Geburt und wurde von ihren Großeltern erzogen. Sie verließ das Haus ihrer Großeltern mit 10 Jahren, um eine Schule in einer anderen Stadt zu besuchen. Hier lernte sie einen Karmel kennen und fasste den Entschluss, Nonne zu werden. Um die Heiratspläne ihrer Tante zu verhindern, verletzte sie freiwillig ihr eigenes Gesicht mit Feuer. Ein ihr bekannter Priester vermittelte bald darauf den Eintritt in ein Klarissenkloster.
1927 war Annakutty zunächst im Internat der Klarissen, später wurde sie in die Klausur aufgenommen. 1930 erhielt sie das Ordensgewand. Ihr kurzes Ordensleben bestand zum großen Teil aus Leiden. Sie war über Jahre hinweg bettlägerig. Nach ihrem Tod wurde von Wundern berichtet, die an ihrem Grab auf ihre Fürsprache stattgefunden haben sollen.

## Seligsprechung und Heiligsprechung
Sie wurde am 8. Februar 1986 als erste Inderin von Papst Johannes Paul II. seliggesprochen, am 12. Oktober 2008 wurde sie von Papst Benedikt XVI. heiliggesprochen.
Ihr Gedenktag ist der 28. Juli.